# لئوپولدو اودانل
لئوپولدو اودانل (انگلیسی: Leopoldo O'Donnell, 1st Duke of Tetuan؛ ۱۲ ژانویه ۱۸۰۹ – ۵ نوامبر ۱۸۶۷) یک سیاست‌مدار اهل اسپانیا بود.